# Alfred Czech
Pour les articles homonymes, voir Czech.
Alfred Czech, né le 12 octobre 1932 à Goldenau en province de Haute-Silésie et mort le 13 juin 2011 à Hückelhoven, est un soldat allemand connu pour être le plus jeune récipiendaire de la croix de fer et l'un des derniers combattants décorés par Adolf Hitler au cours de la bataille de Berlin en mars 1945.

## Biographie

### Bataille de Berlin
Au cours du printemps 1945, Alfred Czech intègre la Deutsches Jungvolk, dont l'objectif est de défendre Berlin face à l'Armée rouge. Il s'illustre en sauvant huit soldats allemands blessés, ce qui lui vaut d'être choisi pour recevoir la croix de fer de deuxième classe. Il n'a alors que douze ans.
Le 20 mars 1945, sur ordre d'Artur Axmann, il est placé avec une vingtaine d'autres garçons des jeunesses hitlériennes dans la cour en ruine de la chancellerie du Reich, à proximité du Führerbunker. Peu après, Adolf Hitler sort et décore les jeunes soldats un par un. Il s'agit de sa dernière apparition officielle, immortalisée par les caméras du régime. On peut y voir Czech serrer la main d'Hitler et recevoir une petite tape affectueuse sur la joue. Après avoir déjeuné dans le bunker en compagnie du Führer, Czech rejoint sa compagnie et retourne participer aux combats. Blessé aux poumons, il finit par être fait prisonnier.

### Après-guerre
Détenu en URSS, il est renvoyé chez lui en 1947 et apprend que son père a été tué durant la bataille de Berlin.

### Dernières années
Après avoir vécu dans sa ville natale devenue polonaise, en 1964 il émigre en Allemagne de l'Ouest et devient mineur. Il est contraint de se débarrasser de sa croix de fer afin d'éviter les problèmes avec les Soviétiques mais ne peut empêcher sa notoriété provoquée par le film tourné dans les ruines de la chancellerie en 1945, où on peut le voir en compagnie d'Adolf Hitler. 
En 2004, il inspire le personnage de Peter Kranz (joué par Donevan Gunia) dans le film La Chute de Olivier Hirschbiegel.
Alfred Czech meurt en juin 2011 à l'âge de 78 ans. Il était père de 10 enfants.